# Capital Disney
Capital Disney était un réseau de radios au Royaume-Uni, développé par la Walt Disney Company et Capital Radio (en). Elle comptait une dizaine de stations dont l'une sur le réseau numérique DAB de Londres. La radio est destinée aux jeunes de 8 à 14 ans.

## Histoire
Capital Disney a été lancé le samedi 12 octobre 2002. Capital Radio a fusionné avec GWR Group en mai 2005 pour former GCap Media, un sérieux concurrent de la BBC.
Le 14 mai 2007, un animateur de la radio a annoncé la fermeture officielle de Capital Disney,. Les émissions en direct ont été stoppées le 1er juin 2007 et la radio a cessé d'émettre le 29 juin 2007. Disney annonce qu'elle négocie la création d'un nouveau réseau de radio numérique pour le Royaume-Uni mais avec un autre partenaire.
Le 15 mai 2017, 10 ans après sa fermeture, la radio Capital Disney est relancée de manière éphémère en streaming du 28 mai au 4 juin 2017 dans le cadre du projet Radio Rebooted créé par un ancien programmeur de Capital Disney. L'article précise que le compte Twitter de la station existe toujours et est actif. 13 ans après la fermeture de Capital Disney, l'American Radio Disney cessera également ses activités au début de l'année 2021.